# Formigas vestidas

O "presépio das formigas", convento das Irmãs Educadoras-Enfermeiras, Embu das Artes, São Paulo, 1962.

A expressão formigas vestidas se refere à prática de vestir formigas para composição de presépios, algo que ocorria especialmente no estado de São Paulo entre os séculos XIX e XX. Uma vez que os presépios tiveram de adaptar-se à realidade local, há registros de que formigas tenham sido aproveitadas na composição de presépios, subsistindo pelo menos até a década 1960. Os "presépios de formigas" existentes em cidades como Embu das Artes, por exemplo, poderiam estar relacionados às "formigas vestidas" criadas por Jules Martin, arquiteto francês dono de uma manufatura paulistana do último quartel do século XIX. Trata-se de uma prática incomum, como aliás no geral a de vestir insetos.

## Montagem
Os insetos eram fixados por fios amarradas à face inferior de uma base de papelão, normalmente. Um exemplo é o de formigas personificando bailarinas: "com 50 mm de altura, ambas ostentam um corpete branco com curtas e bufantes mangas de renda, o proverbial saiote com cerca de 35 mm de diâmetro tecido em renda branca com um fio vermelho na borda, longas meias brancas e sapatilhas da mesma cor providas de um pequeno arremate amarelo à guisa de fecho".

## Contexto
Ao que se indica, a montagem de presépios parece ter chegado ao Brasil com os jesuítas, sendo um dos primeiros relatos datado de 1583, um "devoto presépio" erigido na cidade de Salvador para o Natal daquele ano. No ano seguinte, o colégio do Rio de Janeiro abrigaria um outro presépio "que fazia esquecer os de Portugal". Tal como ocorreu em outros contextos, essa manifestação artística incorporou influências culturais diversas e os presépios tiveram de adaptar-se à realidade brasileira. A presença de insetos nos presépios, entretanto, parece ser muito pouco comum. As origens de tal prática, no entanto, embora atribuída aos jesuítas pela tradição oral, acaba por ser ainda algo bastante incerto, e pode estar relacionada a motivos prosaicos, tais como jogos infantis.

## Manufatura de Jules Martin
Em São Paulo, a prática de "vestir formigas" para utilização em presépios acabou por tornar-se uma próspera manufatura entre o final do século XIX e o começo do século XX. Tem-se, como exemplo, o caso dos produtos comercializados pela Casa Jules Martin, estabelecimento pertencente ao famoso pintor, arquiteto e litógrafo francês radicado em São Paulo entre 1868 e 1906. Jules Martin é hoje mais conhecido por ter idealizado o Viaduto do Chá. Os insetos seriam vendidos dentro de uma caixinha com uma inscrição na tampa: "Formigas Tanajuras Vestidas. Unico deposito. S. Paulo, Brazil. Casa Jules Martin.
Sobre a manufatura de Martin foi dito: "Na temporada lírica, Jules Martin 'vestia as formigas de acordo com as [peças] em cartaz: índios enfeitados de penas multicolores, bailarinas de vaporoso tutu etc'. Tal relação parece ter sido marcada o suficiente para inspirar o ferino comentário de que o artífice francês guardava 'grande mágoa' dos 'caipiras' e 'pretas africanas' encarregados de apregoar 'saúvas torradas' como gulodice pelas ruas, pois preferia ver essas formigas 'escravizadas' conforme 'os figurinos de sua imaginação delicada'. Não causa surpresa, portanto, que Jules Martin imprimisse uma estampa satírica na qual a demolição do palacete dos Barões de Tatuí – fortes opositores à abertura do Viaduto – era levada a cabo por um industrioso enxame de tanajuras. Dedicada ao mesmo tópico, uma segunda gravura do autor reproduz o sugestivo desenho de uma tanajura vestida de bailarina entre suas várias alegorias".